# Thaumastochloa monilifera
Thaumastochloa monilifera là một loài thực vật có hoa trong họ Hòa thảo. Loài này được Sosef & de Koning miêu tả khoa học lần đầu tiên vào năm 1983.